# Bosnie-Herzégovine aux Jeux olympiques d'hiver de 2014
La Bosnie-Herzégovine participe aux Jeux olympiques d'hiver de 2014 à Sotchi en Russie du 7 au 23 février 2014. Il s'agit de sa sixième participation à des Jeux d'hiver.